# Perforació gastrointestinal
La perforació gastrointestinal és una penetració completa de qualsevol part de la paret del tracte gastrointestinal, resultant que el contingut intestinal flueixi dins la cavitat abdominal. La perforació dels intestins resulta en una potencial contaminació bacteriana de la cavitat abdominal (una condició coneguda com a peritonitis). La perforació al llarg de qualsevol lloc del tracte gastrointestinal és una emergència quirúrgica.

## Signes i símptomes
Atac sobtat de dolor en l'epigastri en cas d'úlcera duodenal. En cas de la perforació intestinal el dolor s'inicia des del lloc de la perforació, visceral, i s'estén per l'abdomen. La perforació gastrointestinal resulta en dolor abdominal greu que s'intensifica pel moviment, nàusea, vòmits i hematèmesi. Els símptomes posteriors inclouen febre o calfreds.

## Causes
Les causes inclouen úlcera gastroduodenal, apendicitis, càncer gastrointestinal, diverticulitis, malaltia inflamatòria intestinal, síndrome de l'artèria mesentèrica superior, trauma,, ascariasis. febre tifoidea, antiinflamatoris no esteroidals, la ingestió de corrosius també en pot ser la responsable.

## Tractament
El tractament depèn de la cusa. Normalment cal intervenció quirúrgica en forma de laparotomia i tancament de la perforació.